# Okres Komárno
Komárno is een district (Slowaaks: Okres) in de Slowaakse regio Nitra. De hoofdstad is Komárno. Het district bestaat uit 3 steden (Slowaaks: Mesto) en 38 gemeenten (Slowaaks: Obec). In 2011 had het district 103.995 inwoners waarvan de meerderheid (66.356) behoort tot de Hongaarse minderheid in Slowakije.

## Steden
- Hurbanovo
- Kolárovo
- Komárno

## Lijst van gemeenten
| - Bajč - Bátorove Kosihy - Bodza - Bodzianske Lúky - Brestovec - Búč - Čalovec - Číčov - Dedina Mládeže - Dulovce - Holiare - Chotín - Imeľ | - Iža - Kameničná - Klížska Nemá - Kravany nad Dunajom - Lipové - Marcelová - Martovce - Moča - Modrany - Mudroňovo - Nesvady - Okoličná na Ostrove - Patince | - Pribeta - Radvaň nad Dunajom - Sokolce - Svätý Peter - Šrobárová - Tôň - Trávnik - Veľké Kosihy - Virt - Vrbová nad Váhom - Zemianska Olča - Zlatná na Ostrove |

Okres Komárno · Okres Levice · Okres Nitra · Okres Nové Zámky · Okres Šaľa · Okres Topoľčany · Okres Zlaté Moravce